# Іудаїзм без прикрас
Іудаїзм без прикрас — антисемітська книга, видана в 1963 році Академією наук УРСР. Книгу написав Трохим Кичко, який працював в Академії. У книзі стверджувалося, що існувала всесвітня єврейська змова, що єврейський народ намагався підірвати Радянський Союз і відіграв свою роль у нацистсько-німецькому вторгненні в країну 1941 року. Книгу всюди ілюстрували карикатури, які зображували євреїв у стереотипній та упередженій манері, дуже схожій на ті, що спостерігалися в нацистській антисемітській пропаганді.
Хоча спочатку цю роботу сприйняли як видатну наукову працю в аналізі єврейського населення Радянського Союзу та розповсюдили з освітньою метою по всій країні, міжнародна спільнота сприйняла її вороже. Цю роботу засудили в Європі та Сполучених Штатах, що призвело до протестів у Скандинавії, коли генеральний секретар Микита Хрущов відвідав регіон. Комуністичні партії в Європі та Америці також напосілися на твір і закликали радянський уряд припинити підтримку твору та вилучити його з обігу. Під сильним міжнародним тиском радянський уряд відмовився від своєї підтримки та знищив усі примірники. В результаті Кичко потрапив у немилість уряду. Хоча книжку знищили, подібні твори й далі публікували, і через кілька років Кичко, повернувшись до благодаті, опублікував другий антисемітський твір.
Історики сходяться на думці, що Кичко працював за вказівками центрального уряду і що його робота стала початком нової хвилі спонсорованого урядом антисемітизму в межах більшої структури нападу Радянського Союзу на релігію. Крім того, історики бачать цю роботу як спробу Радянського Союзу спричинити тертя між єврейським та українським населенням, що мало зворотний результат.

## Фон
Під час правління Йосипа Сталіна Радянський Союз використовував попередні традиції антисемітизму, які існували на його території. Офіційна політика вважала євреїв чужинцями та зрадниками. Під час Великої чистки 1930-х років мішенню стали провідні єврейські діячі та установи. Кампанія «боротьби з космополітизмом», що розпочалася 1946 року, перетворилася на антисемітську — з гоніннями й масовими арештами. Вбивство Соломона Міхоелса, директора Московського державного єврейського театру, стало початком хвилі антисемітизму, яка мала на меті знищити «всі єврейські культурні установи, що залишилися з 1930-х років або були створені під час» Другої світової війни. У 1948 році закрили Єврейський антифашистський комітет та низку інших національних установ, активісти ЄАК були страчені. Оголошення про початок «Справи лікарів» у січні 1953 року породило чутки про підготовку масової депортації євреїв до таборів.
Після смерті Сталіна антисемітизм зменшився, що дозволило єврейському населенню більше не жити в страху. Однак антисемітизм залишався «незмінно пов'язаним з ідеологічними та політичними інтересами Кремля та мав сильне коріння в настроях і поведінці населення». Проте загалом антисемітизм і далі залишався важливим елементом внутрішньої радянської політики. Євреїв не допускали до вищих ешелонів влади, низка сфер діяльності для них була закрита повністю або частково, наприклад, дипломатія, зовнішня торгівля, органи безпеки тощо.
Від середини 1950-х років нова хвиля антисемітизму, натхненна Микитою Хрущовим і Леонідом Брежнєвим, пронизала Радянський Союз. Це ще більше посилилося кампанією Хрущова проти релігії. Напад на юдаїзм, на відміну від нападів на інші релігії, «набув антисемітського виміру». Зокрема, книга «Галерея святих» письменника XVIII століття Поля Гольбаха, в якій євреїв названо злочинцями та «ворогами роду людського», поширювалася в десятках тисяч екземплярів. Радянська пропаганда почала проштовхувати ідею про те, що євреї шанують капіталізм і сприяють економічній експлуатації неєвреїв. З 1959 по 1964 рр. надруковано 1847 антирелігійних видань. Хоча лише 8 % були зосереджені виключно на нападі на юдаїзм, більшість включала певну форму нападу. «Частка антиюдаїстських назв була… в сім разів більша, ніж частка євреїв» у Радянському Союзі. Ситуація посилювалася кількістю примірників антиєврейських творів, що перебували в обігу. У середньому надрукували 27 000 примірників будь-якого окремого антихристиянського матеріалу та 6000 примірників антиісламського матеріалу порівняно з 46 000 примірниками антиєврейських публікацій. Це становило 2,5 мільйона антиєврейських публікацій у друкованих виданнях між 1959 і 1964 роками. У Росії не було дозволено жодної школи їдишу, а також жодні установи в Радянському Союзі не проводили курсів їдишу, івриту чи єврейської історії. Зі 110 смертних вироків, оголошених у той період за економічні злочини, понад 70 стосувалися єврейських підсудних. Дослідник Геннадій Костирченко відмітив, що особливу інтенсивність антиіудейська пропаганда отримала в Україні.
Синагоги масово закривалися, причому в багатьох випадках не через брак віруючих, а за прямою вказівкою влади. Їхня кількість з 1960 по 1965 рік скоротилася більш ніж у 4,5 рази, на весь СРСР до 1965 року залишилося близько 40 рабинів. Можливості дотримання релігійних традицій були вкрай обмежені, молитовників та предметів релігійного побуту не вистачало, а в низці міст було закрито єврейські цвинтарі. Реєстрація релігійних громад заборонялася. Зокрема, на прохання зареєструвати громаду або відкрити синагогу на кінець 1955 року отримали в Україні відмови євреї Полтави, Мукачево, Сталіно, Тульчина, Станіслава, Одеси, Львова, Дніпропетровська та багатьох інших міст.
Кандидат філософських наук Трохим Кичко, який працював лектором Київського обласного лекційного бюро товариства «Знання», займався критикою юдаїзму і раніше. У 1957 році вийшла його брошура «Іудейська релігія, її походження і суть» і вона також була помічена за межами СРСР. Зокрема, вийшов розгромний відгук у газеті The New York Times, а в агентстві United Press був опублікований матеріал під назвою «Потік лайки проти юдаїзму ллється в Україні». Нова книга стала реакцією на ініціативу 1-го заступника завідувача відділу пропаганди та агітації ЦК КПРС з союзних республік Василя Снастина, який, отримавши в 1959 році з Києва доповідь КДБ про зміст вивченої релігійної єврейської літератури, запропонував заходи щодо посилення пропаганди для розкриття та «націоналістичного характеру» юдаїзму.

## Зміст
Книга «Іудаїзм без прикрас» була видана Академією Наук УРСР 1963 року українською мовою обсягом 192 сторінок. Перша партію мала обсяг 12 000 примірників. Цю працю написав Трохим Кичко, колишній нацистський колабораціоніст під час Другої світової війни, член Комуністичної партії та ставленик АН УРСР. За нещодавно знайденими дослідженнями, Трохим Кичко брав участь в антифашистському опорі в окупованій Німеччиною Україні.
Книга була написана з антирелігійних позицій, з метою кваліфікувати юдаїзм як злочинну доктрину. Його праця була «переробкою обману царської поліції початку століття, відомого як „Протоколи сіонських мудреців“». Робота Кичко стверджувала «існування універсальної єврейської змови за участю юдаїзму, єврейських банкірів, сіонізму та західного капіталізму». Єврейське населення зображувалося реакційним і підривним, усе це ґрунтувалося на релігійній вірі у «практично кожну… непривабливу моральну якість».
Хоча робота була схожа на попередні літературні напади на євреїв, Кічко пішов далі, стверджуючи, що напад під проводом Німеччини на Радянський Союз, який розпочався 22 червня 1941 року, був спільною справою єврейського народу та нацистської Німеччини.
Крім цього, книга містила переказ теорій про прагнення євреїв до світового панування та змову єврейських банкірів, автор поєднав в одне ціле Ізраїль, сіонізм, юдаїзм та «американських імперіалістів», додаючи до цієї «справи мільярдерів Рокфеллерів, які вже десятки років намагаються захопити до рук частину Палестини — Негев з її нафтовими покладами…». Сам, будучи репресованим раніше за хибними звинуваченнями, Кичко цитував у своїй книзі пропагандистські антиєврейські кліше початку 1950-х років.

Кічко конструює відштовхуючий образ єврея як есенціалізованого типу, незмінного з давніх часів і донині. Тагієфф резюмує створений Кічко образ такими словами:
Варварський народ, особливо жорстокий, який безжально винищує сусідні народи або їх колонізує й експлуатує в ім'я уявної переваги, яку надає фіктивна «обраність»… ; народ завойовників і підкорювачів, підтримуваний релігією, що практикує особливо дикі ритуали, якесь сховище стародавніх людських жертвоприношень; нарешті, народ, нездатний до винахідництва, культурно безплідний, імітує, викрадає створіння інших, народ, крім того, злий, такий, що зневажає інших, підступний, шахрайський, лицемірний…
Особливий ефект створювали численні карикатури М. Савченка, схожі на ілюстрації, що публікувалися раніше в нацистському тижневику Der Stürmer. Текст підкріплювався «злобними… карикатурами … які [нагадували] нацистську антисемітську пропаганду» подібні до яких можна було побачити в офіційній газеті нацистської партії Der Stürmer («найбільш злісно антиєврейське нацистське видання»). Зображення на обкладинці книги було зображенням «рабинської фігури з гачкуватим носом, що стоїть біля своєї кафедри з мішком із золотими монетами, що переповнюються, у руках, схожих на кігті».
Дослідник радянського релігієзнавства Ганна Марія Басаурі Зюзіна вказала на вкрай низький науковий рівень роботи Кичка і навела ряд прикладів некоректного та спотвореного цитування, вона наголосила на неакадемічному стилі, розрахованому на спрощене сприйняття читача. Геннадій Костирченко вважає, що зміст книги «характеризувався ходульною, лозунговою стилістикою і рясніло вульгарними виразами та оцінками». Один із засновників сучасної американської юдаїки історик Сало Барон писав із обуренням, що «публікуючи цю книжечку від свого імені, українська Академія наук тим самим ставить свій офіційний друк схвалення під наклепницькими тирадами злісного юдофоба та бездарного писаки».
Американський політолог Леон Шапиро вважав, що книга Кічко планувалася як перший крок у великій антиєврейській кампанії в СРСР. Він звернув увагу, що буквально через місяць після публікації Кічка в Кишиневі було видано книгу Феодосія Маяцького «Сучасний іудаїзм і сіонізм» з аналогічними тезами і з використанням джерел, пов'язаних з «Справою лікарів» 1953 року, яка до цього часу офіційно вважалася сфальсифікованою. Деякі дослідники (зокрема, Стефан Поссоні) вважали, що замовлення написати цю книгу саме українською мовою було розраховане не лише на дискредитацію юдаїзму, а й розпалювання ворожнечі між євреями та українцями.

## Реакція
У Радянському Союзі «Іудаїзм без прикрас» широко оцінювали як «видатну наукову роботу». «Известия», офіційна газета радянського уряду, високо оцінили роботу Кичко за «використання нового матеріалу в аналізі реакційної природи іудаїзму як форми релігійної ідеології». Робота була широко перевидана по всій країні і була «широко розповсюджена… серед партійних кадрів і освітян».
24 лютого 1964 року Морріс Б. Абрам, президент Американського єврейського комітету, за підтримки представника Сполучених Штатів у Комісії з прав людини Організації Об'єднаних Націй, привернув увагу всього світу до праці Кичко, критикуючи книгу під час прес-конференції. Невдовзі згодом на Кичка та його книжку поринула міжнародна критика. Комуністичні партії всього світу засудили роботу. Французька комуністична газета L'Humanité засудила книгу та вимагала від Радянського Союзу відмовитися від твору. Ґас Голл, генеральний секретар Комуністичної партії Сполучених Штатів, заявив: «У мене немає жодних сумнівів щодо антисемітського характеру того, що я бачив. Такі стереотипні, наклепницькі карикатури на єврейський народ повинні бути однозначно засуджені». Ліві газети на Заході також піддали книгу масовій та жорсткій критиці у березні 1964 року. Нью-йоркська комуністична єврейська газета «Морган фрайхайт» 24 березня написала в передовиці, що книга Кічко «нагадує всім відомі карикатури на євреїв в антисемітських журналах». Паризька єврейська комуністична газета «Найє Пресе» 16 березня опублікувала відкритий лист в агентство друку «Новини», в якому вимагала «інформувати нас про цей памфлет… чи справді така книга з'явилася в Києві, а якщо з'явилася, то що думає і робить радянська влада» проти такої антисемітської пропаганди. Канадський лівий тижневик Vochenblatt 19 березня опублікував статтю під назвою «Ми вражені». Протести проти книги Кічко з'явилися також у лівій італійській газеті Paese sera (25 березня), у газеті італійської компартії L'Unità (29 березня), а також у Великій Британії, Швеції та інших країнах.
Праця Кічко також стала предметом розгляду на Всесвітній конференції єврейських організацій, присвяченій проблемі антисемітизму в СРСР, яка пройшла в Брюсселі в березні 1964 року. Конференція виступила із закликом до радянського уряду «відновити права євреїв та єврейської громади та надати рівність з іншими релігійними та національними групами відповідно до вимог радянської Конституції та закону». Аналогічна заява була ініційована «Антидифамаційною лігою» та підписана 2000 протестантських і католицьких священнослужителів, «Національною Конференцією на підтримку радянських євреїв» у квітні 1964 року у Вашингтоні та низці інших форумів. Тему боротьби за права радянських євреїв підтримав ряд відомих американських громадських діячів, включаючи борця за права чорношкірих Мартіна Лютера Кінга.
Щоб використати це невдоволення Радянським Союзом, американське Центральне розвідувальне управління (ЦРУ) переклало книгу французькою мовою для розповсюдження серед лівих груп по всій Європі. Західні журналісти опублікували інформацію, що в роки окупації Кічко співпрацював з колабораціоністською пресою у Вінниці, незаслужено зараховуючи себе до учасників антифашистського підпілля, за що був раніше виключений з комуністичної партії, проте згодом відновлений (звинувачення у колабортизм). На сесії Комітету з прав людини ООН у жовтні 1964 року делегацію УРСР прямо звинуватили в антисемітизмі. Під час поїздки Микити Хрущова країнами Скандинавії навесні 1964 року його зустрічали демонстраціями протесту проти дискримінації радянських євреїв, частково мотивованими публікацією книги «Іудаїзм без прикрас». Ілля Еренбург писав, що йому довелося скасувати прес-конференцію в Стокгольмі: він не міг пояснити, як таке расистське видання могло з'явитися в СРСР.
В Україні книгу також сприйняли негативно. Український націоналіст Микола Лебідь сприйняв книгу «як радянську спробу намалювати українців широким антисемітським пензлем». Це призвело до того, що українці, особливо серед колишніх прихильників Степана Бандери, перейшли від використання антисемітизму як зброї проти радянської влади до нападок на радянську владу за її антисемітизм.
Скандал завдав такої шкоди іміджу СРСР за кордоном, що керівництво було змушене вжити заходів. 11 березня 1964 року голова Ідеологічного відділу ЦК КПРС Леонід Іллічов віддав розпорядження своєму заступнику Івану Удальцову підготувати довідку з цього питання. Удальцов, визнаючи «форми, які дають їжу для антирадянських спекуляцій», пропонував опублікувати в газеті «Правда» обережну рецензію, щоб «не дати сіоністським критикам підстав для тверджень щодо правомірності їх звинувачень на адресу книги». Однак Іллічов прийняв більш жорстке рішення.
Піддавшись міжнародному тиску, радянський уряд відмовився від підтримки книги. 4 квітня 1964 року радянська газета «Правда» — газета радянської комуністичної партії — оголосила про офіційну зміну політики. У заяві говориться: «Автор книги та автори передмови неправильно витлумачили деякі питання, що стосуються виникнення та розвитку цієї релігії. … Ряд помилкових пропозицій та ілюстрацій може образити почуття віруючих і навіть може тлумачити в дусі антисемітизму». Газета продовжувала: «Антисемітизму в СРСР не було і бути не може». Ідеологічний комітет Радянської комуністичної партії вилучив роботу з обігу та знищив усі примірники. В результаті Кичко потрапив у немилість і «тимчасово канув у безвість».
Після цього книга Трохима Кичка була вилучена з продажу і з бібліотек. Головний редактор газети «Известия» Олексій Аджубей стверджував, що всі екземпляри книги були конфісковані та знищені. Однак анонімна стаття в «Известиях» «Про один несподіваний галас» 5 квітня 1964 супроводжувала визнання «окремих помилок» твердженнями про «жалюгідні розрахунки» ворогів, «антирадянські інсинуації» і бажання «порочити політику Радянської держави в національному питанні». Перший секретар ЦК КПУ Петро Шелест писав у своєму щоденнику про книгу Кичка, що ознайомившись з нею після дзвінка Іллічова, особисто він «нічого поганого чи крамольного в ній не знайшов».
Радянські євреї, побоюючись репресій, жодних протестів не висловлювали. Більше того, голова київської релігійної громади Гендельман на запитання посла Франції Филиппа Боде про книгу Кичка був змушений виправдовувати політику влади та розповідати, що євреї в СРСР користуються рівними правами з громадянами інших національностей.
Крім цього, радянська влада заборонила ввезення до СРСР єврейських прокомуністичних видань «Морган фрайхайт» (США) та «Ла прес нувель» (фр. La presse nouvelle, Франція), які активно критикували книгу Кичка.

## Наслідки
У післявоєнний період і особливо в роки антирелігійної кампанії тиск на юдейські громади в СРСР був особливо сильним, члени цих громад відчували дискримінацію як євреї, і як віруючі. А сама антирелігійна кампанія стала прелюдією до антисіоністської, яка особливо масово розгорнулася після арабо-ізраїльської війни 1967 року.
Незважаючи на вилучення роботи Кичка, її незабаром замінили подібні твори інших авторів. 4 жовтня 1967 року в українській провінційній газеті «Комсомольское знамя» була опублікована стаття Кичко. 20 січня 1968 року центральна газета України «Правда України» повідомила, що «Кичко нагороджується почесною грамотою за його „заслуги в пропаганді атеїзму“». За цим послідувала публікація його другої праці: «Юдаїзм і сіонізм», антисемітської та антиізраїльської праці, яка повторювала містифікацію всесвітньої єврейської змови.

## Публікації
Книга була видана у жовтні 1963 року під егідою Академії наук УРСР українською мовою. Переклади книги англійською та французькою мовами з'явилися відразу після її виходу і були зроблені в Україні. Тагієфф, розглядаючи французький переклад, зазначає, що він був зроблений з фальшивими вихідними даними: Париж був зазначений як місце видання, а саме воно представлене як публікація вигаданого «Центру французько-українських досліджень».

## Аналіз
Журналіст Леонід Владіміров стверджував, що інформація, отримана від друзів у Києві, свідчить про те, що Кичко зміг подолати своє походження та піднятися до авторитетної позиції в українській науковій спільноті завдяки своїй відданості антисемітським дослідженням. Володимиров прокоментував, що «в Росії є заслуги, за які помиловують навіть колаборантів». Моріс Фрідберг стверджує, що публікація «Іудаїзм без прикрас» була «передвісником відродження офіційно спонсорованого антисемітизму».
Коментатори одностайні в розумінні того, навіщо вийшов «Іудаїзм без прикрас» . Штефан Т. Поссоні стверджує, що Кичко «отримав наказ написати» свою книгу, а «його вигадки було наказано опублікувати українською мовою» з метою «знову посварити євреїв з українцями». Канадійсько-українські історики Іван Качановський, Зенон Когут, Богдан Небесьо та Мирослав Юркевич погоджуються. Вони стверджують, що, намагаючись «дискредитувати український націоналізм», радянський уряд намагався «асоціювати інституції Радянської України з антисемітськими публікаціями», і що найвідомішим прикладом цього є робота Кичко. Амір Вайнер міркує подібним чином, заявляючи, що робота Кичка не була «випадковою обмовкою», про що свідчить «запізніла радянська реакція».